# Dysschema sacrifica
Dysschema sacrifica är en fjärilsart som beskrevs av Jacob Hübner 1831. Dysschema sacrifica ingår i släktet Dysschema och familjen björnspinnare. Inga underarter finns listade i Catalogue of Life.